# 東伸運輸
東伸運輸株式会社（とうしんうんゆ、Toshin Transportation CO., LTD. ）は、愛知県安城市にある貨物運送事業及び、貸切バス、コミュニティバスの運行をしている株式会社である。貸切バス、コミュニティバス運行部門の通称は「さるびあ交通」。

## 沿革
- 1965年（昭和40年）4月 - 「安城東伸運輸株式会社」として設立。
- 1997年（平成9年）4月 - 現在地に本社を移転。同時に「東伸運輸株式会社」に商号を変更。
- 2000年（平成12年）5月 - ISO 9001認証を取得。
- 2002年（平成14年）12月 - ISO 14001認証を取得。
- 2003年（平成15年）5月 - ISO 9001:2000認証を取得。
- 2005年（平成17年）12月 - ISO 14001:2004認証を取得。

## 事業所
- 本社（愛知県安城市）
- 豊田営業所（愛知県豊田市）
- 第3センター（愛知県安城市）
- 本社配送センター（愛知県安城市）
- 安城南営業所（愛知県安城市）
- 西尾営業所（愛知県西尾市）
- 広島営業所（広島県安芸郡）
- 高梁営業所（岡山県高梁市）
- 東栄倉庫（愛知県安城市）
- 東栄第二倉庫（愛知県安城市）
- 古井倉庫（愛知県安城市）

## 関連会社
- 東伸ホールディングス株式会社
- 安城倉庫運輸株式会社
- 安城物流センター株式会社
- 東伸愛西物流株式会社